# Son Doong
Sơn Đoòng er en hule eller grotte i Vietnam, i nationalparken Phong Nha-Ke Bang, i provinsen Quang Binh.
Son Doong grotten ligger 450 km syd for Hanoi, 1230 km nord for Ho Chi Minh-byen og 40 km nord for provinshovedstaden Dong Hoi.
Grotten blev opdaget af en lokal mand, og blev internationalt annonceret af en britisk gruppe.
De britiske opdagelsesrejsende hævdede, at grotten er den største hule i verden.